# Финале Европског првенства у фудбалу 2020.
Финале Европског првенства у фудбалу 2020. била је фудбалска утакмица која је одлучила побједника Европског првенства 2020. године. Ово је било 16. финале Европског првенства, турнира у коме учествују фудбалске репрезентације чланице УЕФА. Финална утакмица је одиграна на стадиону Вембли у Лондону у Енглеској, 11. јула 2021. Меч је првобитно заказан за 12. јул 2020. године, али је касније одложен због пандемије ковида 19 у Европи. У утакмици су се састале репрезентације Италије и Енглеске.
Италија је побиједила Енглеску резултатом 3 : 2 на пенале, након неријешеног резултата 1 : 1 после продужетака и освојила је Европско првенство први пут од 1968. године.

## Стадион
Финале Европског првенства 2020. одржано је на стадиону Вембли у Вемблију, главном граду лондонске општине Брент, у Лондону, Енглеска. На дан 6. децембра 2012. УЕФА је објавила да ће се првенство 2020. одржати у више градова широм Европе, како би се обиљежила 60. годишњица од првог Европског првенства, а да се ниједна држава домаћин неће квалификовати директно. На дан 19. децембра 2014. Извршни комитет УЕФА одлучио је да Вембли буде домаћин полуфинала и финала, након што је Алијанц арена у Минхену повукла кандидатуру за домаћина финала. Након што је изабран за домаћина полуфинала и финала, Лондон је повукао кандидатуру за организовање утакмица групне фазе и утакмица прве двије елиминационе фазе. Ипак, Извршни комитет УЕФА уклонио је Брисел са списка градова домаћина, 7. децембра 2017. због кашњења са изградњом Евростадиона, чија је изградња званично прекинута 30. јануара 2018. Утакмице које су требале да се одиграју у Бриселу, три утакмице групне фазе и једна утакмица осмине финала, премјештене су у Лондон, због чега се на Вемблију играло седам утакмица.
Вембли је отворен 2007. године, на мјесту првобитног стадиона Вембли, који је отворен 1923. а срушен 2003. Стадион је у власништву фудбалског савеза Енглеске и служи као национални стадион, на којем игра репрезентација Енглеске, као и младе репрезентације. Првобитни стадион, који је био познат као Емпајер, био је домаћин неколико утакмица на првенству 1996. укључујући и финале између Њемачке и Чешке.
Од отварања стадиона 1923. Вембли је био домаћин финала ФА купа сваке године, осим у периоду од 2001. до 2007. кад је био у изградњи нови стадион.

## Пут до финала
| Екипа       | И | П | Н | ПР | ДГ | ПГ | ГР | Бод. |
| ----------- | - | - | - | -- | -- | -- | -- | ---- |
| Италија (Д) | 3 | 3 | 0 | 0  | 7  | 0  | +7 | 9    |
| Велс        | 3 | 1 | 1 | 1  | 3  | 2  | +1 | 4    |
| Швајцарска  | 3 | 1 | 1 | 1  | 4  | 5  | −1 | 4    |
| Турска      | 3 | 0 | 0 | 3  | 1  | 8  | −7 | 0    |

| Екипа        | И | П | Н | ПР | ДГ | ПГ | ГР | Бод. |
| ------------ | - | - | - | -- | -- | -- | -- | ---- |
| Енглеска (Д) | 3 | 2 | 1 | 0  | 2  | 0  | +2 | 7    |
| Хрватска     | 3 | 1 | 1 | 1  | 4  | 3  | +1 | 4    |
| Чешка        | 3 | 1 | 1 | 1  | 3  | 2  | +1 | 4    |
| Шкотска (Д)  | 3 | 0 | 1 | 2  | 1  | 5  | −4 | 1    |

## Утакмица

### Детаљи
| Италија                                           | 1 : 1 (прод.) | Енглеска                                 |
| ------------------------------------------------- | ------------- | ---------------------------------------- |
| Бонучи 67’                                        | Извјештај     | Шо 2’                                    |
| Пенали                                            |               |                                          |
| Берарди · Белоти · Бонучи · Бернардески · Жоржињо | 3:2           | Кејн · Мегвајер · Рашфорд · Санчо · Сака |

| Италија | Енглеска |